# Gabriel Álvez
Pour les articles homonymes, voir Álvez.
Jorge Gabriel Álvez (né le 26 décembre 1974 à Montevideo en Uruguay) est un joueur de football international uruguayen, qui évolue en tant qu'attaquant.

## Palmarès

### Sélection
- Uruguay
  - Copa América 1999 : 2e place

### Club
- Club Nacional de Football
  - Championnat d'Uruguay : Meilleur buteur